# República de l'Extrem Orient
La República de l'Extrem Orient (en rus: Дальневосто́чная Респу́блика ДВР, Dalnevostótxnaia Respúblika DVR o més curt Dalni Vostok, o República Chita) fou un estat sobirà que va existir del 1920 al 1922 a la part oriental de Sibèria, més enllà del llac Baikal i fins a Vladivostok i Txukotka. Ocupava els moderns krais de Khabàrovsk, Primórie i Zabaikàlie, l'óblast de l'Amur, la província autònoma dels Hebreus i part de Buriàtia. Abans d'octubre del 1920 la capital fou Verkhneúdinsk (actualment Ulan Udè), i després d'aquesta data va passar a Txità.

## Història
Les forces progressistes de la regió del Transbaikal, l'Amur i el Primórie (o Litoral) van decidir formar un nou govern per a la regió que tindria el suport dels bolxevics, que esperaven utilitzar-lo per trencar el bloqueig occidental, com un govern interposat acceptable pels occidentals. Es va convocar un Congrés extraordinari de representants (6 de febrer de 1920). El país estava ocupat pels japonesos, que donaven suport al govern cosac de l'ataman Grigori Semiónov al Transbaikal i a l'Amur, però a començament d'any les forces dels aliats s'havien retirat de l'Extrem Orient i havien deixat sols els japonesos i els xinesos, i ara els aliats occidentals pressionaven per a la retirada d'aquests (especialment els Estats Units).
Una matança de japonesos a Nikolàievsk (al març) va provocar l'ocupació del nord de Sakhalín pel Japó, però no va retardar-ne l'evacuació (a l'abril). En retirar-se els japonesos, les forces de Semenov, privat de protecció, es van veure obligades a evacuar el Transbaikal i l'Amur. Els japonesos van limitar la seva presència a la província Litoral (Primórie). Semenov es va retirar amb les seves forces cap a Manxúria (on serà afusellat el 1946), i va deixar el camp lliure als polítics d'esquerra. El lloctinent de Semenov, Ungern Von Sternberg, es va endinsar cap a Mongòlia, on va aconseguir el poder.
El 6 d'abril de 1920, un govern republicà independent es va instal·lar al Transbaikal i, al cap de pocs dies, va ocupar Txità, d'on es retiraven els japonesos.
Sota pressió dels aliats, l'evacuació japonesa fou completada dos anys després, a l'abril de 1922, i la república va assumir el control dels territoris evacuats (la regió de Primórie) entrant a Vladivostok el 22 d'octubre de 1922.
Després d'això la república ja no era útil als bolxevics. L'Assemblea Nacional reunida a Txità (14 a 19 de novembre de 1922) va ordenar-ne la dissolució el 15 de novembre de 1922, i va passar a formar part de la Rússia soviètica. Va administrar la zona un Comitè Revolucionari de l'Extrem Orient fins a la integració normal a l'administració soviètica.
La bandera de la República va quedar establerta a la Constitució de la República adoptada el 17 d'abril de 1921 i era vermella amb un cantó blau amb tres lletres ciríl·liques (les inicials de la república).